# La Pulgosa

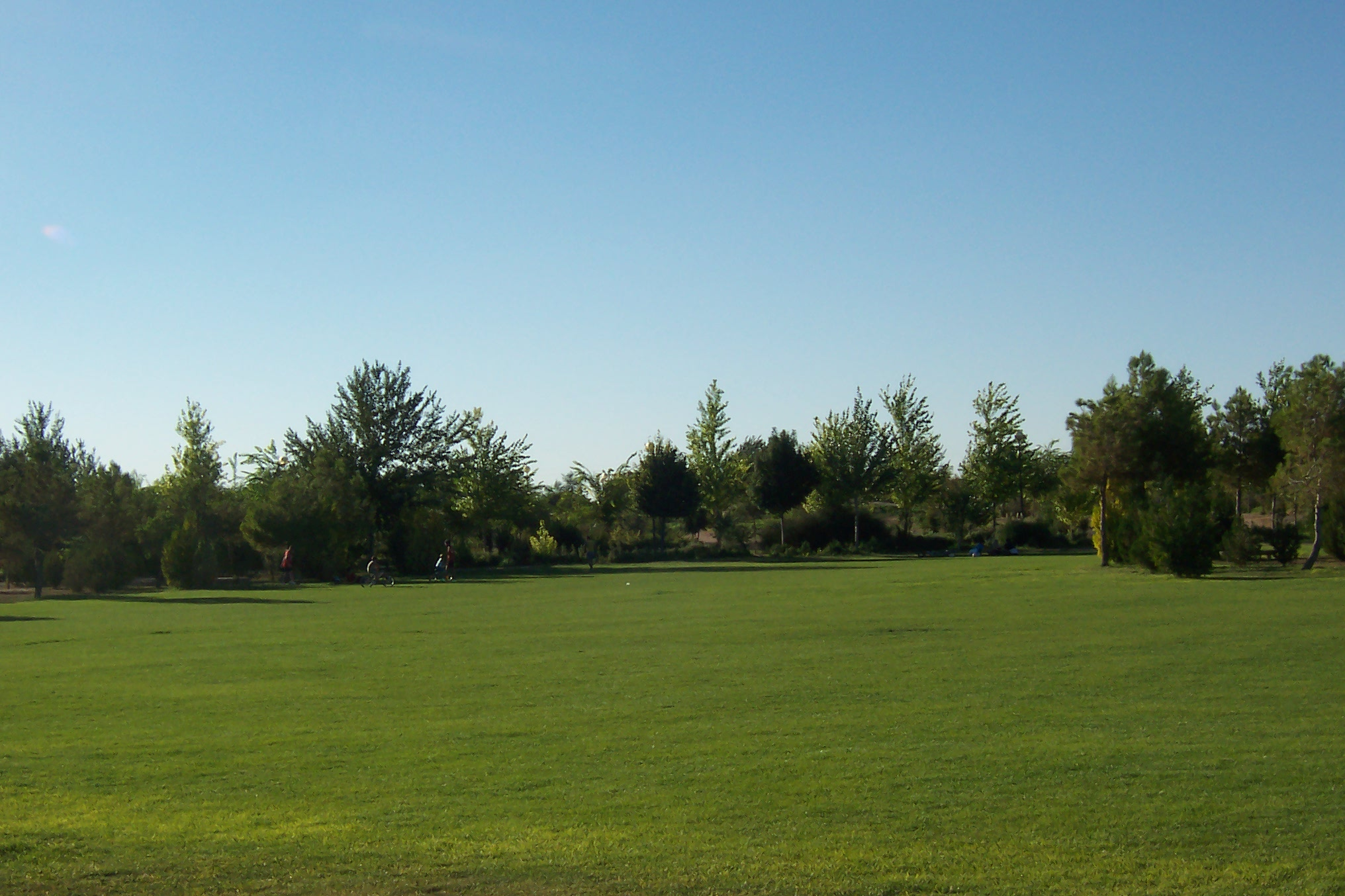
Vista del parque

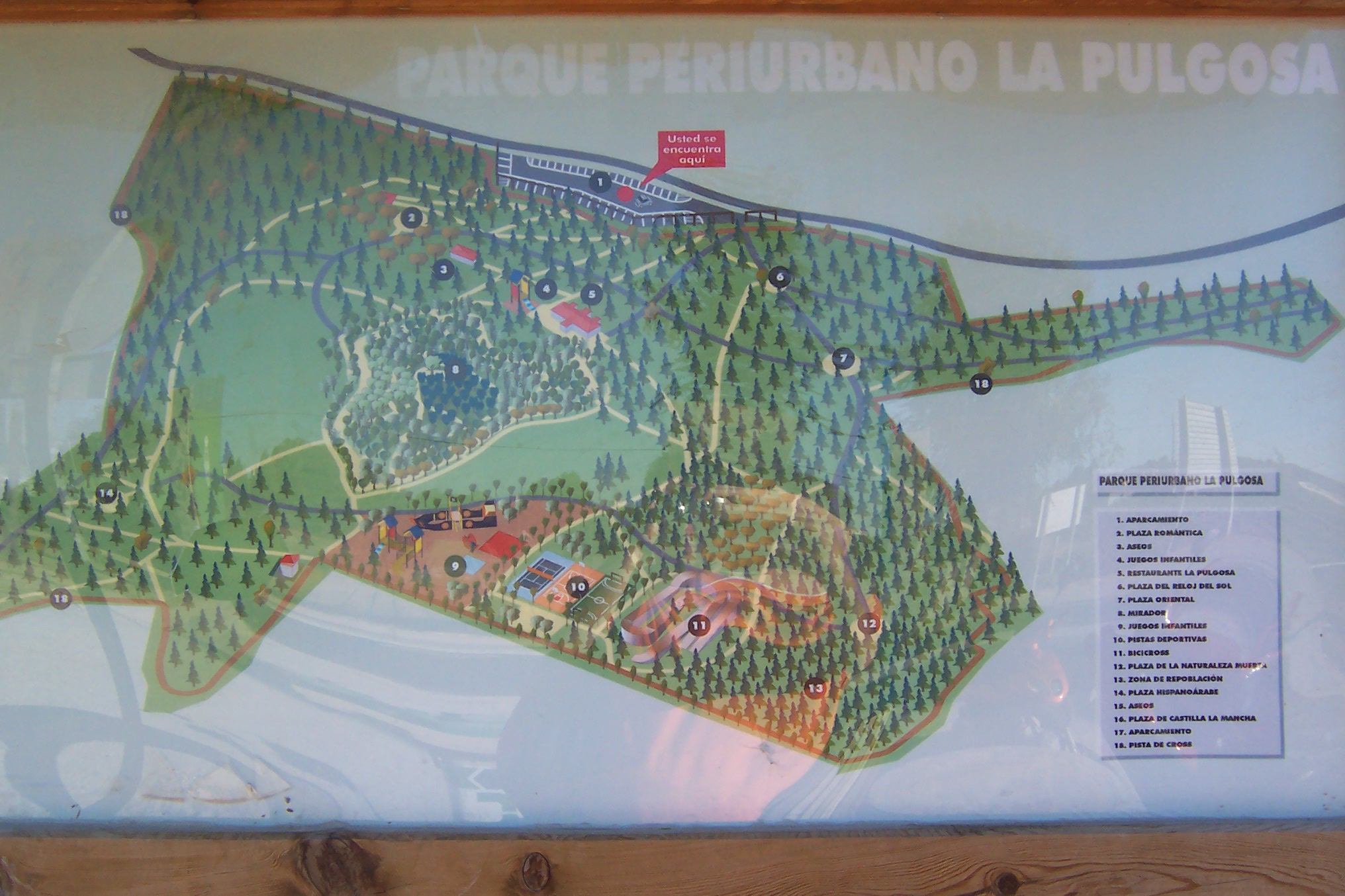
Mapa

La Pulgosa es un parque periurbano de 40 hectáreas de extensión situado en la ciudad española de Albacete. Se encuentra al sur de la ciudad, muy cerca de la Base Aérea de Los Llanos, de la Maestranza Aérea de Albacete y de la Escuela de Pilotos de la OTAN. Es el mayor parque de Castilla-La Mancha y uno de los mayores del país.

## Historia
La pinada ha sido desde hace décadas lugar de esparcimiento y de comidas familiares. Su cercanía con la ciudad ha hecho de este paraje, junto con el de Los Pinares del Júcar, uno de los lugares preferidos para los picnics de fin de semana. La falta de mantenimiento y la explotación agrícola del lugar hicieron que la cantidad de masa arbórea fuera disminuyendo de forma alarmante hasta que en la década de 1990 el consistorio de la capital decidió convertirlo en parque periurbano y, de esta forma, proteger el entorno, repoblar la zona, dotarlo de instalaciones deportivas, de ocio y gastronómicas, donde se pueden degustar platos típicos en el restaurante-merendero. Es habitual que la juventud celebre en este parque el Día de la Mona o Jueves Lardero, en el cual se observa un gran número de fritillas y las tradicionales monas de bollo y huevo cocido.

## Ubicación
Se encuentra 2,5 kilómetros al sur de la capital por la autovía de Los Llanos, un kilómetro antes del Aeropuerto de Albacete. También se puede acceder a él a través de la Vía verde de La Pulgosa y del Camino de La Pulgosa.

## Fauna y flora
La especie arbórea predominante es el pino piñonero (Pinus pinea), si bien encontramos algunos ejemplares de pino carrasco o de Alepo (Pinus halepensis). Hay también ejemplares de encina (Quercus ilex), quejigo (Quercus faginea), enebro de la miera (Juniperus oxycedrus) y olmos (Ulmus minor). Además, hay algunas zonas más húmedas, por así decirlo, que cuentan con fresnos (Fraxinus angustifolia) e incluso lentiscos y madroños, y chopos. Como ejemplos de especies arbustivas podemos encontrar el romero, el tomillo y la lavanda.
Abundan las especies orníticas (mirlos, gorriones, palomas torcaces, abubillas, cogujadas, tarabillas, jilgueros, verderones y verdecillos, colirrojos, petirrojos...). Aparecen también ardillas rojas y, esporádicamente, zorros rojos.
Se han localizado también especies de quirópteros como Pipistrellus kuhlii, Pipistrellus pipistrellus, Pipistrellus pygmaeus, Eptesicus isabellinus o Tadarida teniotis.

## Instalaciones deportivas
La Pulgosa cuenta con tres pistas polideportivas de cemento, una pista de patinaje y un circuito de BMX para bicicletas. Cuenta con un par de amplias praderas de césped donde es muy habitual jugar al fútbol.